# Sommelier

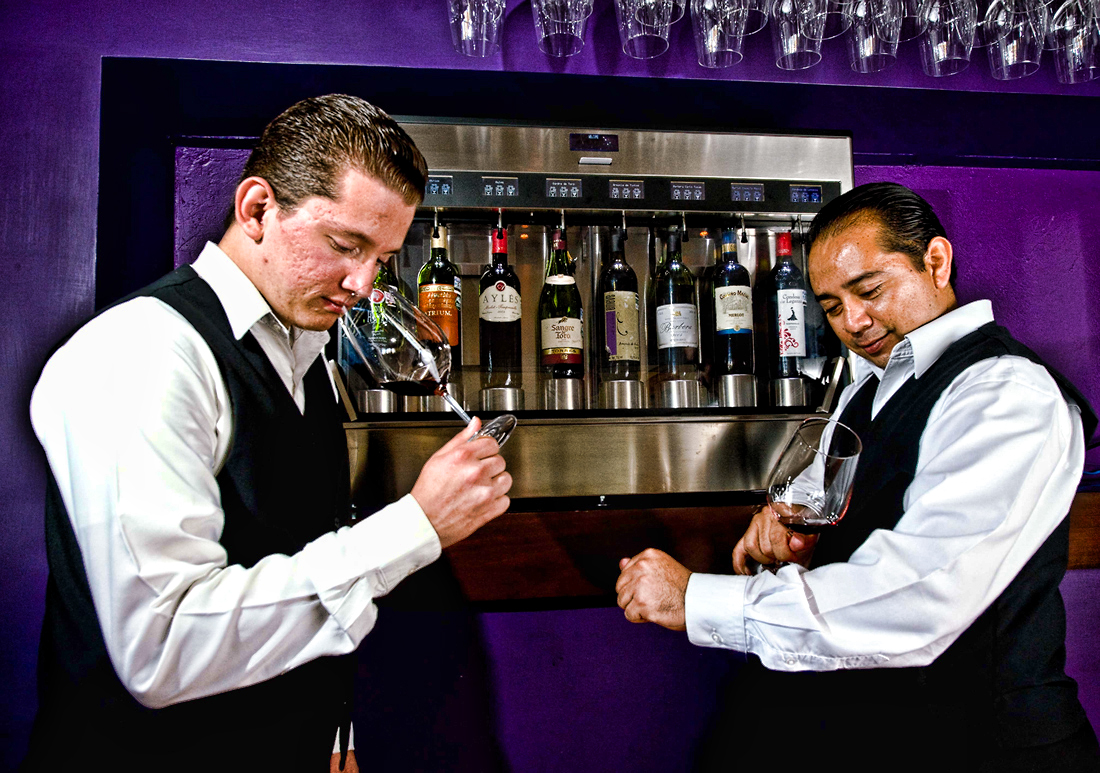
Sommeliers beoordelen de wijn

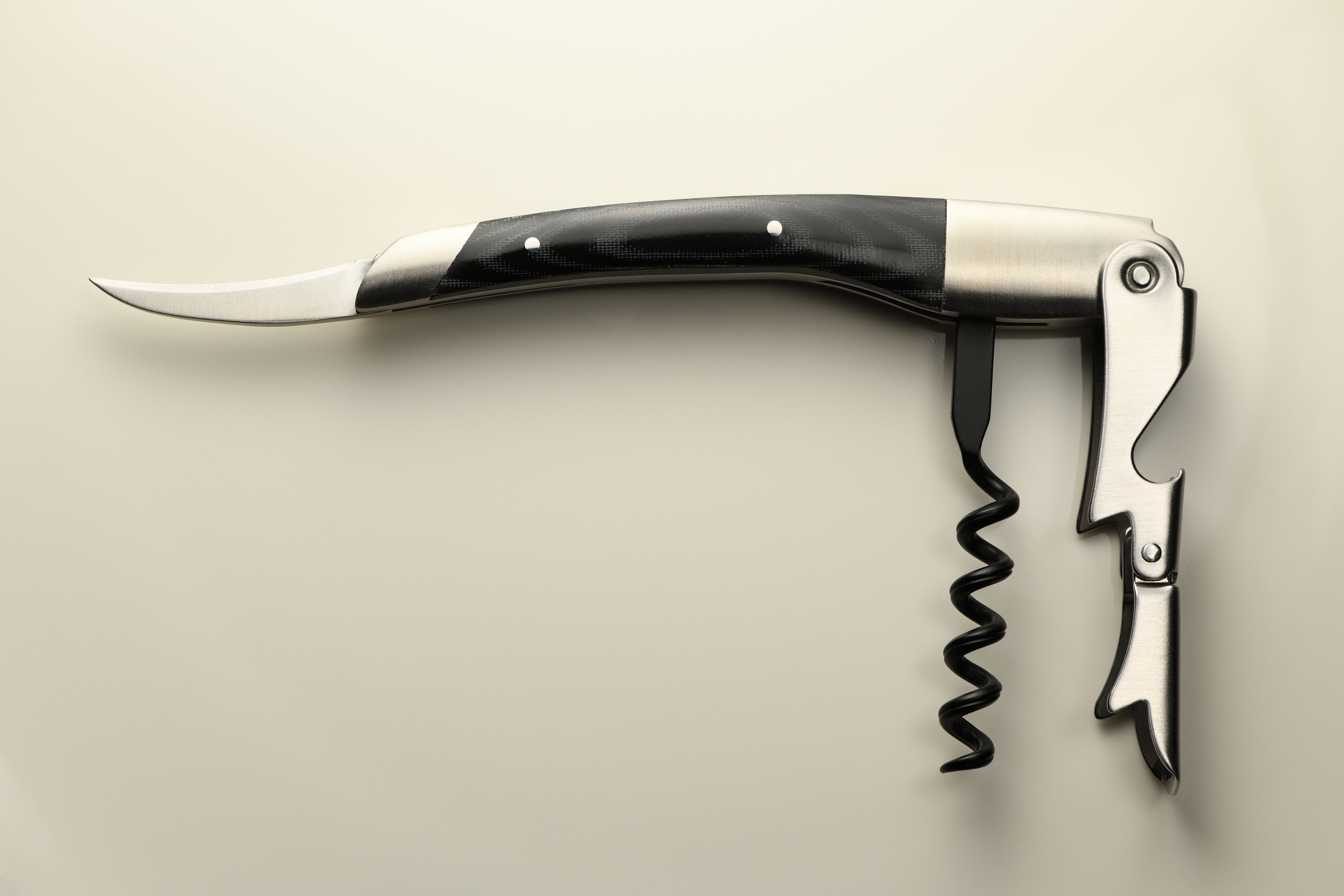
Het gereedschap van de sommelier is het kelnersmes

Sommelier (ook wijnkelner of wijnober) is de functie in een restaurant van iemand die zich gespecialiseerd heeft in wijn en wijn-spijscombinaties. Toch heeft de oorsprong van het woord niet met wijn te maken. In oud-Frans is een sommier namelijk een zware balk waarop een constructie rust. Het komt uit het Latijn: een sagmarius/saumarius is een lastpaard. De verantwoordelijke persoon voor deze dieren en hun lading was de sagmatarius. In het Oudfrans heet zo'n man een sommelier en later werd die naam algemener gebruikt, in de betekenis "bediende die voor de tafel zorgt". Later werd het de persoon die in grote (vaak adellijke) huizen in de huishouding verantwoordelijk was voor het linnen, het servies en de kelder, waar ook de wijnen lagen. Vandaar dat op het insigne van een sommelier in een restaurant vaak sleutels afgebeeld staan.
Zoals de sommelier zich vooral vaak richt op wijn en wijn-spijscombinaties, is er de zytholoog die dit specialisme met bier en bier-spijscombinaties doet.

## Taken

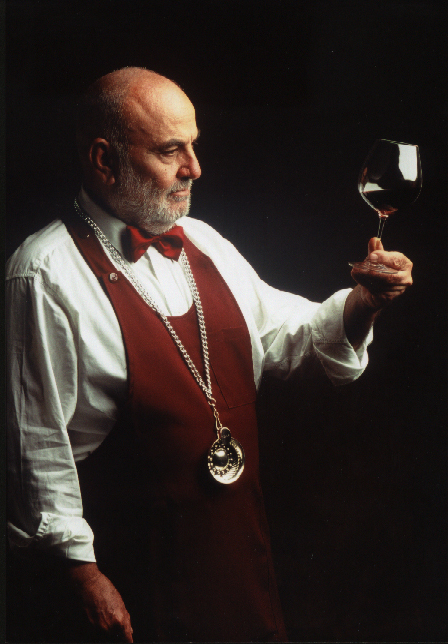
Een sommelier met tastevin

De voornaamste taken van een sommelier zijn het geven van een wijnsuggestie bij een bepaald gerecht of gang, en uitleg geven over de wijnkaart. De sommelier is ook verantwoordelijk voor de wijnkaart en het beheer van de wijnen. Omdat het combineren van wijnen bij de diverse onderdelen van een maaltijd (van entree tot en met het dessert) nauw luistert, is de sommelier de 'linking pin' tussen de gast en de keuken en is hij daarom soms ook betrokken bij de samenstelling van de gerechten.
Om in staat te zijn gast en kok te adviseren over de wijnen, moet de sommelier in staat zijn de wijn te beoordelen. Bij een proeverij ruikt een sommelier eerst aan de gepresenteerde wijn, walst daarna de wijn rond het glas en ruikt nog een keer, daarna proeft hij/zij de wijn. Met behulp van de tastevin wordt de kleur van de wijn beoordeeld.

## Positie
De functie van de sommelier staat hiërarchisch gezien onder een restaurantmanager en op hetzelfde niveau als de maître. In de Nederlandse restaurantpraktijk komt een zelfstandige sommelier die zich alleen met de wijnen bezighoudt nauwelijks voor. Veel restaurants kiezen ervoor om de functie te combineren met die van maître. Ook de functie gastronoom/sommelier komt steeds meer voor om te benadrukken dat een goede sommelier ook veel weet over de gerechten en dus een goed advies kan geven. Moderne restaurants besteden aandacht aan de opleiding van hun medewerkers op dit gebied omdat ze zich bewust zijn dat het algemene niveau van kennis enorm is toegenomen.